# Amoklauf in der Washington Navy Yard

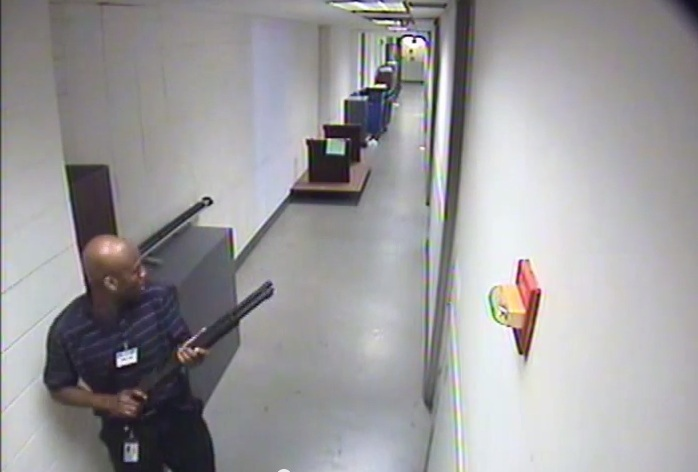
Aaron Alexis mit der Flinte Remington 870 im Gebäude 197

Der Amoklauf in der Washington Navy Yard ereignete sich am 16. September 2013, als der 34-jährige Aaron Alexis im Hauptquartier des Naval Sea Systems Command (NAVSEA) in der Marinewerft im Südosten von Washington, D.C. zwölf Menschen tötete und drei weitere verletzte. Der Angriff fand im Gebäude 197 der Marinewerft statt; er begann um 8:16 Uhr Ortszeit und endete, als die Polizei Alexis um 9:25 Uhr tötete. Es ist der Massenmord mit den meisten Toten in der Geschichte Washingtons und der Massenmord mit der zweithöchsten Opferzahl auf einem US-Militärstützpunkt, nach dem Amoklauf in Fort Hood.

## Ablauf
Alexis verließ am Montag, den 16. September, ein Residence Inn Hotel und kam gegen 7:53 Uhr in einem gemieteten Toyota Prius auf der Marinewerft an, wobei er einen gültigen Ausweis zum Betreten der Werft verwendete. Wie auf den Überwachungsaufnahmen zu sehen ist, betrat er Gebäude 197 um 8:08 Uhr durch den Haupteingang und trug eine zerlegte Schrotflinte (Lauf und Schaft waren abgesägt) in einer Umhängetasche bei sich. Er ging in den vierten Stock, wo er in der Woche zuvor gearbeitet hatte. Dort baute er die Schrotflinte in einer Toilette zusammen, kam dann heraus und ging durch einen Flur in den Bereich 4 West des Gebäudes, einen Kabinenbereich in der Nähe des Atriums. Um 8:16 Uhr begann er zu schießen. Sechs Personen wurden getroffen, von denen fünf starben; der sechste überlebte mit Wunden an Kopf und Hand. Um 8:17 Uhr wurden die ersten Notrufe getätigt.
Bis 8:20 Uhr hatte Alexis im vierten Stock acht Menschen erschossen und sich dann auf den Weg in den dritten Stock gemacht, wo er innerhalb der nächsten zwei Minuten zwei weitere Menschen tödlich traf. Außerdem schoss er bei mindestens fünf verschiedenen Gelegenheiten auf mehrere Personen und verletzte eine Frau an der Schulter, als sie eine Treppe hinauflief. Ein NAVSEA-Mitarbeiter beschrieb, wie er in einem Flur im dritten Stock auf einen bewaffneten Mann in blauer Kleidung traf, „der sich einfach umdrehte und anfing zu schießen“. Nachdem er im dritten Stock mehrere Schüsse abgegeben hatte, ging Alexis in den ersten Stock.

### Polizeiliche Reaktion
Um 8:23 Uhr trafen Beamte des Metropolitan Police Department of the District of Columbia und mehrerer anderer Polizeibehörden ein. Sie fanden Gebäude 197, nachdem sie sich in die Richtung bewegt hatten, aus der die Menschen geflohen waren. Es herrschte Verwirrung darüber, ob die Schießerei auch in einem nahegelegenen Gebäude stattfand; in Wirklichkeit war ein verwundetes Opfer aus Gebäude 197 evakuiert und zur medizinischen Versorgung in einen Bereich in der Nähe des zweiten Gebäudes gebracht worden. Die United States Capitol Police wurde in eine Kontroverse verwickelt, als die Polizeigewerkschaft der Behörde vorwarf, sie habe ihren Mitarbeitern befohlen, sich zurückzuhalten und nicht auf die Schießerei zu reagieren.
Im ersten Stock bewegte sich der Schütze wahllos umher, bevor er sich umdrehte und auf den Vordereingang zuging. Er erschoss Richard Ridgell, den dort stationierten Sicherheitsbeamten, und nahm dessen 9-mm-Beretta-M9-Pistole an sich. Zwei Polizeibeamte hatten Ridgell gebeten, auf seinem Posten zu bleiben und zu versuchen, den Schützen aufzuhalten, falls dieser versuchen sollte, das Gebäude zu verlassen. Der Schütze feuerte dann mit seiner Schrotflinte auf einen zweiten Wachmann und einen Navy-Militärpolizisten im Atrium im ersten Stock, wobei er beide verfehlte; der Wachmann feuerte zurück, und der Schütze floh einen Gang hinunter. Kurz darauf schoss der Schütze in einem anderen Flur auf zwei Polizeibeamte und einen Mitarbeiter des Naval Criminal Investigative Service, bevor er erneut flüchtete.
Um 8:34 Uhr ging der Schütze zur Westseite des Gebäudes, wo er auf zwei Männer traf, die an einer Ecke des Gebäudes in einer Gasse standen. Er versuchte, mit seiner Schrotflinte auf sie zu schießen, stellte aber fest, dass er keine Munition mehr hatte; er wechselte zur Beretta und tötete einen der Männer, während der andere unverletzt entkam. Berichten zufolge wurde das Opfer in der Gasse von einer „verirrten Kugel“ getroffen. Die Tatsache, dass der Schütze die Pistole in der Gasse benutzte, veranlasste die Polizei zunächst zu der Annahme, dass ein zweiter Schütze beteiligt war.
Nachdem er sein letztes Opfer getötet hatte, begab sich Alexis in einen Kabinenbereich, wo er die Schrotflinte wegwarf. Zur gleichen Zeit betrat ein Team von Beamten das Gebäude 197, aber sie wurden verwirrt, als Schüsse durch das Atrium hallten, was sie zu der Annahme verleitete, dass er sich in einem oberen Stockwerk aufhielt. Sie begaben sich in den zweiten Stock, während Alexis im ersten Stock blieb. Um etwa 8:55 Uhr ging er in den dritten Stock und versteckte sich in einer Reihe von Kabinen. Um 9:12 Uhr betraten zwei Beamte und zwei NCIS-Agenten den Kabinenbereich und Alexis eröffnete das Feuer auf sie, wobei er den Beamten Scott Williams in beide Beine traf. Officer Emmanuel Smith und die NCIS-Agenten Brian Kelley und Ed Martin zogen Williams aus dem Bereich und alarmierten die anderen Beamten über die Anwesenheit des Schützen. Williams wurde später zur medizinischen Versorgung in den ersten Stock gebracht.
Um 9:15 Uhr betraten Dorian DeSantis, Beamter des Notfallteams der Polizei von Washington, und die Beamten Andrew Wong und Carl Hiott der Park Police den Kabinenbereich und durchsuchten die einzelnen Bänke. Schließlich sprang Alexis aus einem der Schreibtische heraus und schoss aus einiger Entfernung auf DeSantis, wobei er ihn zweimal in seine taktische Weste traf, woraufhin die drei Beamten das Feuer erwiderten. DeSantis wurde durch die Schüsse nicht verletzt. Um 9:25 Uhr schoss DeSantis Alexis in den Kopf; sein Tod wurde um 11:50 Uhr bestätigt.

## Opfer
Es gab 13 Todesopfer, darunter den Schützen. Er und elf der Opfer starben noch am Tatort, während Vishnu Pandit, ein Programmmanager der US-Marine, später im George Washington University Hospital starb. Bei allen Opfern handelte es sich um zivile Angestellte oder Auftragnehmer, keiner von ihnen gehörte dem Militär an. Acht weitere Personen wurden verletzt, drei von ihnen durch Schüsse. Der Polizeibeamte Scott Williams und zwei weibliche Zivilisten wurden durch Schüsse verwundet und befanden sich im Washington Hospital Center in kritischem Zustand.

## Schütze
Aaron Alexis wurde am 9. Mai 1979 im New Yorker Stadtbezirk Queens geboren. Er wuchs in Brooklyn auf und war in Fort Worth ansässig. Er trat im Mai 2007 in die Marine ein und diente im Fleet Logistics Support Squadron 46 auf der Naval Air Station Joint Reserve Base Fort Worth. Er hatte den Rang eines Unteroffiziers dritter Klasse erreicht, als er am 31. Januar 2011 ehrenhaft aus der Marine entlassen wurde, obwohl die Marine ursprünglich eine allgemeine Entlassung für ihn vorgesehen hatte.
Einem Beamten der Marine zufolge wurde Alexis bei mindestens acht Gelegenheiten wegen Fehlverhaltens vorgeladen. Im Jahr 2010 wurde er in Fort Worth wegen des Entladens einer Waffe innerhalb der Stadtgrenzen verhaftet. Außerdem wurde er 2004 in Seattle wegen böswilliger Sachbeschädigung verhaftet, nachdem er in einem von ihm als „Blackout“ bezeichneten Wutanfall die Reifen des Fahrzeugs eines anderen Mannes zerstochen hatte, und 2008 in DeKalb County im Bundesstaat Georgia wegen ordnungswidrigen Verhaltens. Keine seiner Verhaftungen führte zu einer strafrechtlichen Verfolgung.
Medienberichten zufolge erstattete Alexis am 2. August 2013 in Rhode Island eine Anzeige bei der Polizei. Er behauptete, Opfer von Mobbing zu sein und Stimmen in seinem Kopf zu hören. Einem FBI-Beamten zufolge war Alexis der Überzeugung, dass er von extrem niederfrequenten elektromagnetischen Wellen kontrolliert oder beeinflusst wurde. In einer Nachricht, die die Bundesbehörden später von Alexis’ persönlichen Computern erhielten, hieß es: „Ich wurde in den letzten drei Monaten mit extrem niedrigen Frequenzen angegriffen. Und um ganz ehrlich zu sein, ist es das, was mich zu diesem Schritt getrieben hat.“
Am 4. August 2013 wurde die Marinepolizei zu Alexis’ Hotel auf dem Marinestützpunkt in Newport gerufen und stellte fest, dass er „sein Bett auseinandergenommen hatte, weil er glaubte, dass sich jemand darunter versteckte, und beobachtete, dass Alexis ein Mikrofon an die Decke geklebt hatte, um die Stimmen von Leuten aufzunehmen, die ihm folgten“.
Am 23. August erschien Alexis in einer Notaufnahme in Providence und klagte über Schlaflosigkeit. Man verschrieb ihm 50 Milligramm Trazodon, ein Antidepressivum. Fünf Tage später begab er sich wegen Schlaflosigkeit in die Notaufnahme einer medizinischen Einrichtung in Washington, D.C., wo er den Ärzten erklärte, er sei nicht depressiv und denke nicht daran, anderen Schaden zuzufügen. Man verschrieb ihm zehn weitere Tabletten Trazodon.

## Folgen

### Sicherheitsvorkehrungen
Am 16. September wurden zahlreiche Straßen und Brücken vorübergehend gesperrt und der Flugverkehr auf dem Ronald Reagan Washington National Airport wurde vorübergehend eingestellt. Acht Schulen wurden geschlossen. Kurz nach 15:00 Uhr wurden die Gebäude des Senats der Vereinigten Staaten für etwa eine Stunde gesperrt, „aus reiner Vorsicht“, wie der Sergeant at Arms of the Senate mitteilte. Das Baseballteam Washington Nationals verschob sein für den Abend geplantes Spiel wegen der Nähe des Nationals Park zur Navy Yard.
Die Marinewerft wurde am 19. September 2013 wiedereröffnet. Das nach Joshua Humphreys benannte Gebäude 197 wurde am 2. Februar 2015 wiedereröffnet. Im Oktober 2013 kündigte die Marine einen Reparatur- und Restaurierungsvertrag für das Gebäude an; in dem Vertrag hieß es, dass „die Reparaturen in einer Weise durchgeführt werden sollen, die das Gefühl, die Ausführung, das Aussehen und die Anordnung des Raums verändert, um ein anderes Gefühl für den Ort zu schaffen und die psychologischen und emotionalen Auswirkungen zu mildern, die die Einrichtung selbst auf die zurückkehrenden Bewohner haben könnte“. Die Arbeiten kosteten etwa 44 Millionen US-Dollar.

### Reaktionen

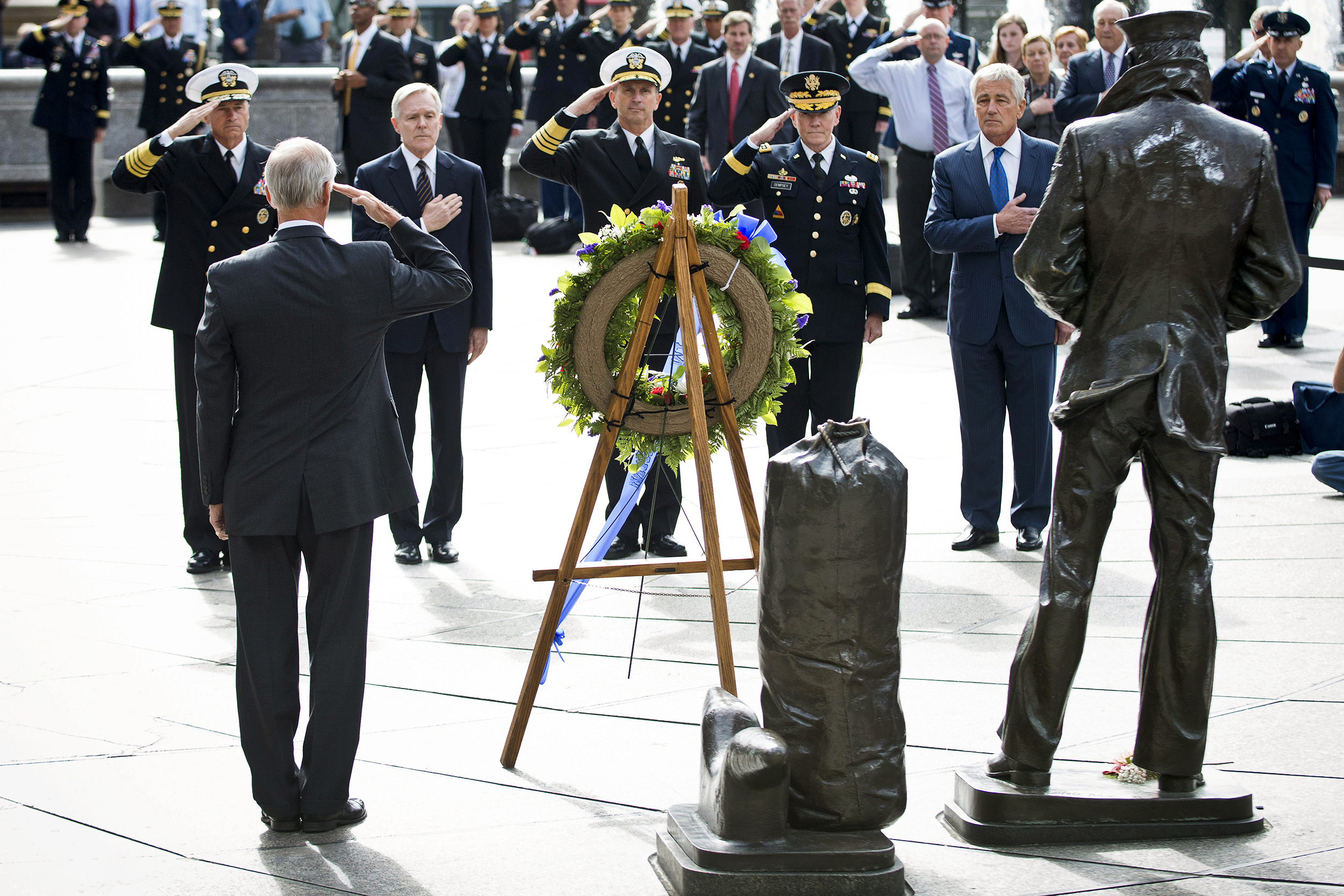
Verteidigungsminister Chuck Hagel legt am 17. September am Navy Memorial einen Kranz zu Ehren der Opfer nieder

Kurz nach Bekanntwerden des Amoklaufs versprach US-Präsident Barack Obama, dafür zu sorgen, dass der Täter zur Verantwortung gezogen werde. Obama ordnete an, dass die Flaggen am Weißen Haus, an allen öffentlichen Gebäuden und auf allen Militärbasen und Marineschiffen bis zum Sonnenuntergang des 20. Septembers auf halbmast gesetzt werden. Am 17. September legten Beamte des Verteidigungsministeriums zu Ehren der Opfer einen Kranz am Navy Memorial nieder. Obama forderte den Kongress auf, die Gesetzgebung zur Waffenkontrolle zu überdenken. Am 22. September nahm er an einem Gedenkgottesdienst für die Opfer teil.
Am 17. September kamen Aktivisten für strengere Waffenkontrolle und Angehörige von Opfern der Amokläufe an der Sandy Hook Elementary School, in Aurora und dem Sikh-Tempel in Oak Creek in die Bundeshauptstadt, um für eine strengere Waffenkontrolle zu protestieren. Die Aktivisten sagten, sie hofften, dass die Nähe des Navy-Yard-Anschlags zum Capitol Hill die Gesetzgeber dazu bewegen würde, strengere Hintergrundkontrollen einzuführen und das Schlupfloch für Waffenausstellungen zu schließen.
Am 31. Oktober und 17. Dezember 2013 hielt der Senatsausschuss für Innere Sicherheit und Regierungsangelegenheiten Anhörungen ab, bei denen es um die Überprüfung von Regierungsgenehmigungen, Zuverlässigkeitsüberprüfungen und die physische Sicherheit von Bundeseinrichtungen im Anschluss an die Schießereien ging.
Am 19. Dezember 2014 unterzeichnete Präsident Obama ein Gesetz, das die Errichtung einer Gedenkstätte für den Amoklauf genehmigte. Im darauffolgenden Februar wurde eine Gedenkmauer eingeweiht.